# Експоненциално изображение
Експоненциалното изображение е изображение в Римановата геометрия на подмножество на допирателното пространство TpM на дадено Риманово многообразие (или псевдориманово многообразие) M в самото многообразие M.
Ако M е диференцируемо многообразие и p е точка в M, афинна свързаност върху M позволява да се дефинира концепцията за права линия през точката p. Ако v ∈ TpM е допирателен вектор към многообразието в точката p, тогава съществува единствена геодезическа крива γv:[0,1] → M, удовлетворяваща условието γv(0) = p с начален допирателен вектор γ′v(0) = v. Съответното експоненциално изображение се дефинира от expp(v) = γv(1).